# La tregua (pel·lícula de 1974)
La Tregua és una pel·lícula argentina de 1974 basada en la novel·la homònima de l'escriptor uruguaià Mario Benedetti, dirigida pel director argentí Sergio Renán. Protagonitzada per Héctor Alterio i Ana María Picchio. Coprotagonitzada per Luis Brandoni, Marilina Ross, Aldo Barbero, Juan José Camero, Carlos Carella, Luis Politti, Antonio Gasalla, Cipe Lincovsky i Oscar Martínez. També, va comptar amb les actuacions especials de Norma Aleandro, China Zorrilla i Sergio Renán. I la participació de Lautaro Murúa. Va ser la primera pel·lícula argentina i segona sud-americana a ser nominada a l'Oscar a la millor pel·lícula de parla no anglesa, després de la pel·lícula brasilera O Pagador de Promessas, nominada en l'edició de 1962.
Va ser reconeguda com la vuitena millor pel·lícula del cinema argentí de tots els temps en l'enquesta realitzada pel Museo del Cine Pablo Ducrós Hicken en 1984, mentre que va ocupar el lloc 6 en l'edició de 2000. En una nova versió de l'enquesta organitzada en 2022 per les revistes especialitzades La vida útil, Taipei i La tierra quema, presentada al Festival Internacional de Cinema de Mar del Plata, la pel·lícula va assolir el lloc 27.

## Sinopsi
Martín Santomé és un home major vidu que compleix 49 anys d'edat i viu amb els seus tres fills; el major anomenat Esteban, qui viu amargat i de mal caràcter, Jaime, un homosexual tancat a l'armari (el fill menor) i Blanca, la decisiva. Martín inicia el dia amb la seva rutina diària i pensant que les persones i els seus fills van ignorar el seu aniversari. En ser felicitat per uns dels seus companys de treball, Martín rep a dos nous empleats que van presentar sol·licituds per a treballar, la jove Laura i el nerviós Santini, qui declara tenir un trauma claustrofòbic, per la qual cosa sol·licita un treball prop d'una finestra.
Quan Martín arriba a la seva casa, es troba sorprès en veure que els seus fills li han organitzat una festa i realitzen un brindis al seu honor. Els fills li desitgen una nit feliç i li regalen un camisó presentable. Mentre sopen, Martín explica als seus fills que va tornar a veure un vell amic anomenat Vignale, qui a més coneixia la seva dona que havia mort. La vida de Martín canviarà completament en conèixer una dona en el col·lectiu. Se sent atret per ella, i quan ella baixa del vehicle, decideix seguir-la. Es dirigeixen a la casa de la dona i tenen una relació sexual.
Després de la seva aventura, Martín comença a tenir una sèrie d'esdeveniments que compliquen la seva vida: Santini té una crisi nerviosa en el treball i es queixa de sentir-se ridícul per treballar amb papers que ningú llegeix. Martín arriba a la seva casa després d'haver cridat l'atenció a Santini i conversa sobre l'assumpte amb els seus fills Esteban i Jaime a qui anomena utilitzant el terme "marica". Després, Martín treballa molt de nit al costat de Laura i tots dos entaulen una amistat. Mentre ambdós es dirigeixen a les seves respectives llars, Martín li diu a Laura com és la seva família i ella cconversa amb Martín i li parla sobre la seva família, confiant-li que li agrada caminar i conversar.
En arribar a la seva casa, Martín troba a la seva filla Blanca qui està preocupada perquè Jaime està disposat a marxar de la llar. Martín encara no entenia res, però Blanca li diu que Jaime és igual que els seus amics rars. Jaime discuteix amb el seu pare i li diu que el motiu principal de la seva decisió de marxar-se es deu al fet que no vol que el jutgin ni el tractin com a un malalt.
L'endemà Martín troba a Laura al carrer i la convida a prendre un cafè. Amb tendresa li diu que està enamorat d'ella i li demana que no se senti molesta ni obligada. Tots dos parlen de festeig i Martín li demana una oportunitat. Després d'una llarga xerrada, Laura acaba acceptant.
Temps després Laura deixa d'anar al treball perquè està malalta i més tard Martín rep una trucada on li confirmen que Laura ha mort. En la seva desesperació dona crits de dolor. Trist i sense ànims, es dirigeix a la casa de Laura i coneix als seus pares. Torna a la seva casa amb el sentiment que la seva vida ha acabat, el consola el seu fill Esteban.

## Miscel·lània
- La Tregua va ser una de les pel·lícules argentines més reeixides de la dècada del 70. L'any en què va ser realitzada, la violència política era molt alta, raó per la qual el lliurament dels Premis Cóndor de Plata va ser suspesa, quan era una de les probables guanyadores.
- Va ser nominada a l'Oscar a la millor pel·lícula de parla no anglesa, la primera pel·lícula argentina i sud-americana en idioma castellà a fer-ho; va competir amb Amarcord, de Federico Fellini, que finalment es va emportar el premi.
- Mario Benedetti va escriure un cameo (aparició especial) en homenatge a la seva compatriota China Zorrilla, que va arribar a filmar-lo i després es va accidentar, per la qual cosa va haver de ser doblada per l'actriu argentina Edda Díaz.

## Repartiment
1. Héctor Alterio (Martín Santomé)
2. Luis Brandoni (Esteban Santomé)
3. Ana María Picchio (Laura Avellaneda)
4. Marilina Ross (Blanca Santomé)
5. Aldo Barbero
6. Juan José Camero (novio de Blanca)
7. Carlos Carella
8. Cipe Lincovsky (madre de Laura)
9. Oscar Martínez (Jaime Santomé)
10. Lautaro Murúa
11. Walter Vidarte
12. China Zorrilla (esposa de Vignale)
13. Luis Politti (Vignale = amigo de Santomé)
14. Hugo Arana
15. Norma Aleandro (mujer del colectivo)
16. Sergio Renán
17. Víctor Manso
18. Antonio Gasalla (Santini = empleado)
19. Constantino Cosma
20. Jorge Sassi (Suárez)
21. Ignacio Finder
22. Diego Varzi

## Rerafons
L'actor argentí Sergio Renán havia estat actuant en pel·lícules des de 1951 sota la direcció dels destacats cineastes Mario Soffici, Lucas Demare i tres vegades sota Leopoldo Torre Nilsson. Va ser en la seva última col·laboració amb Torre Nilsson, en 1973, quan va conèixer als seus companys de repartiment Héctor Alterio i Norma Aleandro. Un any després, els presentaria a tots dos en un paper protagonista i en un cameo respectivament en el seu debut cinematogràfic.

## Recepció
L'actor Luis Brandoni, que va interpretar al fill major de Santomé, el més seriós d'ells, gairebé un temorós reflex del seu pare, va recordar amb ironia que els exhibidors de cinema d'aquella època no volien programar la pel·lícula a les seves sales “perquè era molt trista”: “Es va estrenar en una sala de segona categoria sobre el carrer Lavalle i la resta el va fer el públic”, va contar sobre la pel·lícula que va ser èxit de taquilla i la primera argentina i sud-americana en castellà a ser nominada a l'Oscar com a millor film estranger. “Després vam perdre amb Amarcord, de Fellini, i això no és perdre, és un acte de justícia”, va dir amb humor.
A més de les anècdotes sobre la pel·lícula, va ser l'ocasió d'anunciar la versió restaurada de La tregua: la digitalització va ser una decisió del director Juan José Campanella, que considera que és “la millor pel·lícula del cinema argentí”, va dir Brandoni.

## Premis
- Premis Oscar de 1975 (1975): Nominada com a millor film estranger.